# La Fassina (Olivella)
La Fassina és una obra d'Olivella (Garraf) inclosa a l'Inventari del Patrimoni Arquitectònic de Catalunya. Es troba al ben mig del Parc del Garraf al camí que va de Sitges a Olivella, passada la cruïlla que porta a Jafra i que ve de Sitges a la Plana Novella.

## Descripció
Aquesta masia consta d'un cos principal i altres secundaris adossats als costats. Té planta baixa i pis i les cobertes són a dues vessants. Les finestres del primer pis són allandades amb ampit i les de la planta baixa són d'arc de mig punt amb dovelles.

## Història
La Fassina, pertanyent inicialment al patrimoni de can Marcer, era antigament coneguda com a Masia de la Font. A mitjan segle xix va ser una destil·leria d'aiguardent (una fassina), propietat de la família Torrents, de Vilanova. Ha estat totalment restaurada modernament.